# Sertularella valdiviae
Sertularella valdiviae is een hydroïdpoliep uit de familie Sertulariidae. De poliep komt uit het geslacht Sertularella. Sertularella valdiviae werd in 1923 voor het eerst wetenschappelijk beschreven door Stechow. 